# Manfred Poerschke
Manfred Poerschke (República Federal Alemana, 26 de febrero de 1934) fue un atleta alemán especializado en la prueba de 4x400 m, en la que consiguió ser subcampeón europeo en 1958.

## Carrera deportiva
En el Campeonato Europeo de Atletismo de 1958 ganó la medalla de plata en los relevos de 4x400 metros, llegando a meta en un tiempo de 3:08.2 segundos, tras Reino Unido (oro con 3:07.9 segundos que fue récord de los campeonatos) y por delante de Suecia (bronce con 3:10.7 segundos).